# Funai
Funai Electric Co. LTD. (яп. 船井電機株式会社 Фунай Дэнки кабусики-гайся) (TYO: 6839) была создана в 1951 году в Осаке, Япония, как Funai Mishin Shokai, впоследствии переименована в августе 1961 года в Funai Electric Co. Funai в Японии занимается разработкой, производством, маркетингом и распространением информационно-коммуникационного оборудования, такого как терминалы Интернет-доступа, компьютерная периферия, аудиовизуальные устройства, телевизоры, видеомагнитофоны (до 2016), DVD-плееры и домашние электроприборы. Большинство продуктов предназначено для североамериканского рынка Wal-Mart, на продажи в Wal-Mart в настоящее время приходится 30 % чистой прибыли компании. Телевизоры и видеомагнитофоны этой фирмы были одними из первых импортных, что появились в продаже в СНГ.
В октябре 2024 года было объявлено, что Токийский окружной суд принял решение о начале процедуры банкротства Funai Electric Co.

## Структура
Funai создал всемирную структуру производства, которая включает в себя базы в Японии, Германии, Малайзии, Китае, Польше и Мексике.

### Производство
Funai производит изделия и конструкции в соответствии со своими марками Emerson, Sylvania и Symphonic. Funai также выпускает DVD и Blu-Ray проигрыватели для Denon, DVD проигрыватели/рекордеры Toshiba и Sharp, проекторы для Intech, телевизоры для JVC и компьютерные принтеры для Dell и Lexmark.